# Сентрал Пойнт (град, Орегон)
Сентрал Пойнт (на английски: Central Point) е град в окръг Джаксън, щата Орегон, САЩ. Сентрал Пойнт е с население от 17025 жители (2007) и обща площ от 8 km². Намира се на 387,71 m надморска височина. ЗИП кодът му е 97502, а телефонният му код е 541.